# Parabel (település)
Parabel (oroszul: Парабель) falu Oroszország Tomszki területén, Nyugat-Szibériában, a Parabeli járás székhelye.
Népessége: 6096 fő (a 2010. évi népszámláláskor).

## Elhelyezkedése
Tomszk területi székhelytől 429 km-re északnyugatra, az Ob bal partja közelében helyezkedik el, a Parabel folyó rövidebb torkolati ága mellett. 2000 őszén a Parabelen új hidat adták át (210 m), amely megnyitotta az utat az Ob-parti Kargaszok járási székhely és az Ob mentén tovább északnyugat felé. A falut Tomszkkal és a közeli Kargaszokkal is menetrendszerű buszjárat köti össze. A Parabel folyó mentén fölfelé kiépített út vezet Novikovo faluig. 

## Történelmi emlékhelyek
Az 1930-as években – a Tomszki terület több járásához hasonlóan – Parabel körzetébe is ún. „különleges áttelepülők” (oroszul: szpec-pereszelenci) tömegeit száműzték. Emlékükre a Belügyi Népbiztosság (NKVD) járási kirendeltségének egykori épülete előtt 2005-ben emlékművet avattak a sztálini időszak kitelepítettjeinek és száműzöttjeinek emlékére.
A járásszékhelytől kb. 30 km-re északra, az Ob túlsó partján található Narim falu (korábban város), az egykori Narimi terület székhelye és tömeges politikai száműzetések helyszíne. 1912-ben ott volt száműzetésben Sztálin is. Emlékére 1938-ban a faluban múzeumot alapítottak, melyből napjainkra a politikai száműzöttek múzeuma lett.

## Gazdaság
Az 1970-es – 1980-as években a járásban számos gáz- és olajlelőhelyet fedeztek fel, és megjelent a szénhidrogénipar, a körzetben olaj- és és gázvezetékeket fektettek le. A településen, két kőolaj távvezeték találkozásánál nagy olajátemelő állomás létesült. A falu gazdaságának hagyományos iparága a halászat és a halfeldolgozás.